# 瓦氏花蟹蛛
瓦氏花蟹蛛（学名：Xysticus vachoni）为蟹蛛科花蟹蛛属的动物。在中国，分布于黑龙江、内蒙古等地。该物种的模式产地在黑龙江、内蒙古。